# Lycopodium vestitum
Lycopodium vestitum är en lummerväxtart som beskrevs av Nicaise Auguste Desvaux och Jean Louis Marie Poiret. Lycopodium vestitum ingår i släktet lumrar, och familjen lummerväxter. Inga underarter finns listade i Catalogue of Life.